# Plaza López

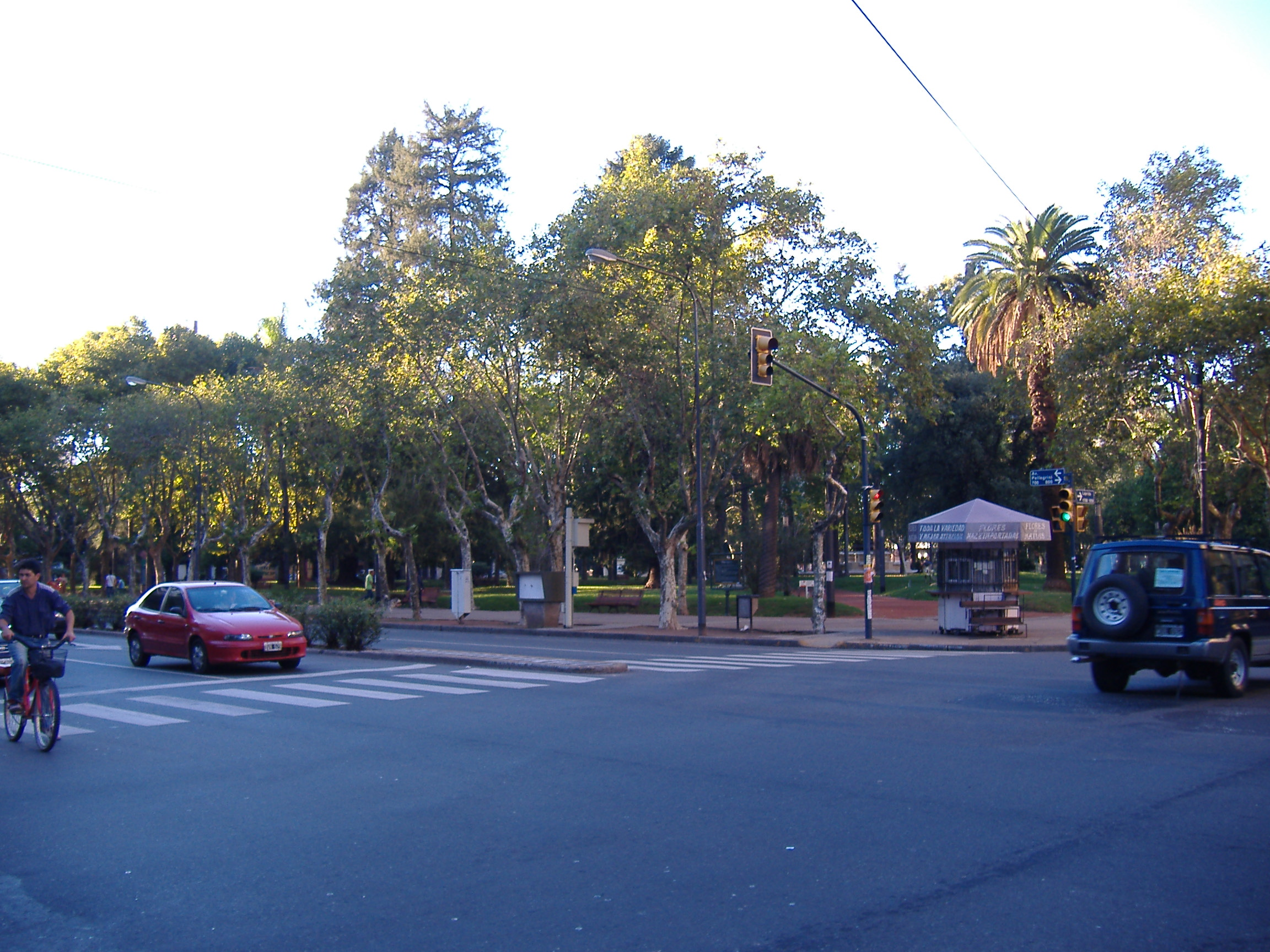
Plaza López vista desde la esquina noroeste de la esquina de Pelegrini y Laprida.

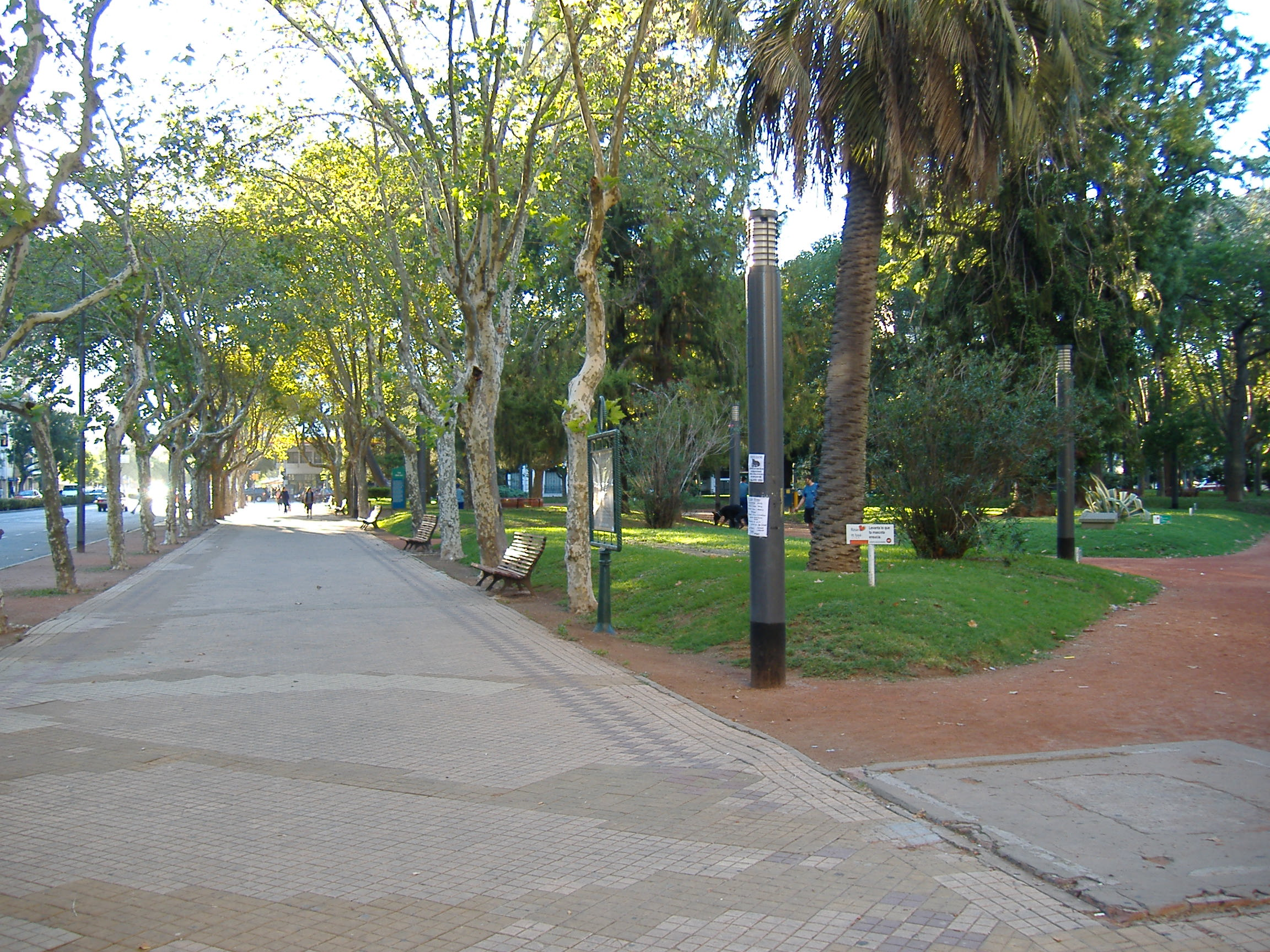
Vista de la vereda norte de la Plaza López en dirección oeste.

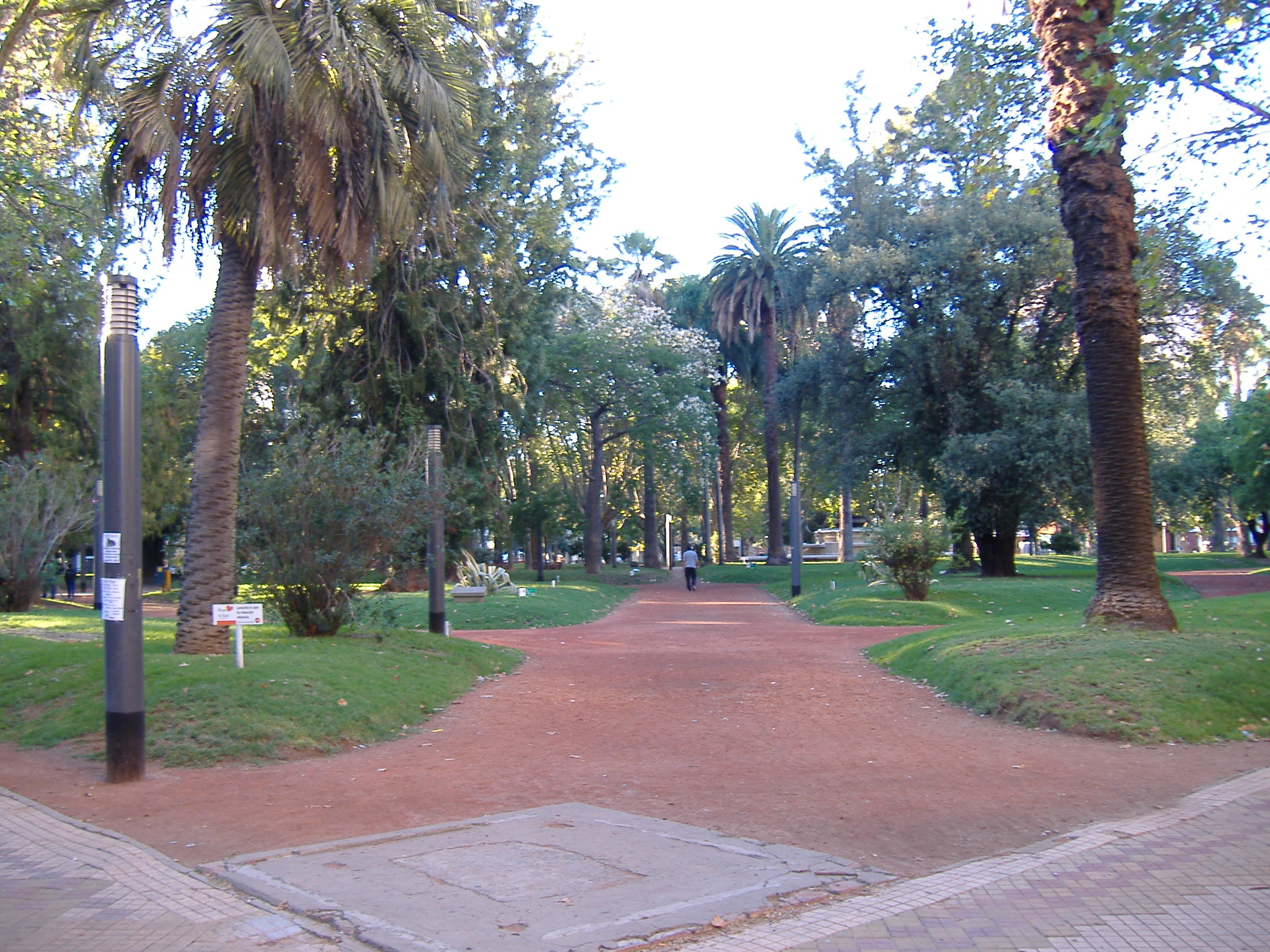
Vista de uno de los senderos diagonales de la plaza que termina en la fuente central.

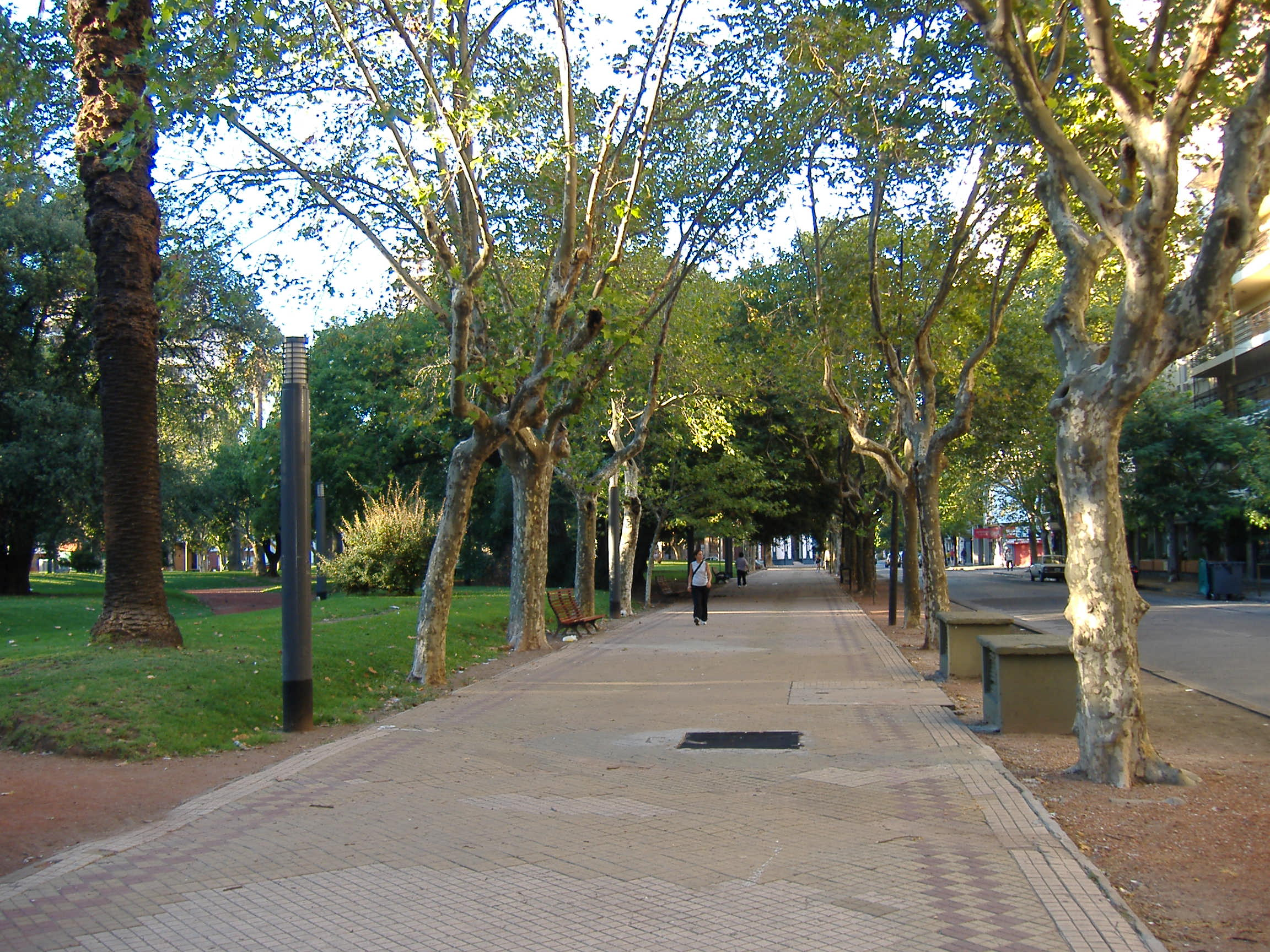
Plaza Vista de la vereda oeste en dirección sur.

La Plaza López es una plaza de la ciudad de Rosario, Santa Fe, Argentina. Su nombre hace referencia a Juan Pablo López, hermano del caudillo santafesino Estanislao López y gobernador de Santa Fe en tres oportunidades entre los años 1838 y 1858.

## Ubicación
La plaza está ubicada en la zona macrocentro de Rosario, rodeada por las calles Pellegrini, Laprida, Buenos Aires y por la cortada Alfonsina Storni, en el barrio República de la Sexta.

## Historia
El 7 de febrero de 1812 cuando Manuel Belgrano llegó a Rosario  a izar por primera vez la bandera argentina el se encontró con el Conorel Ángel Monasterio, con el Alcalde Alejo Grandoli y con el Comandante Pedro Moreno que junto con ellos partieron desde la actual Plaza López hasta la Plaza 25 de Mayo.
Originalmente, por una Ley Provincial del 4 de septiembre de 1858, se concede a la firma Casinelli y Cía. el permiso para instalar, en el predio que hoy ocupa la plaza, un Mercado de Frutos con el nombre Gral. Juan Pablo López, por ese entonces, gobernador de Santa Fe.
En 1865 se convirtió en corral de caballos y mulas para la provisión del ejército en la guerra del Paraguay.
En 1872, ya finalizada la guerra, se decidió el trazado de la plaza y se colocaron gran variedad de árboles.
En 1888 se construyen las veredas y en 1927, bajo la intendencia de Manuel Pigneto se colocan mosaicos en los canteros centrales.
La fuente es de fundición de hierro encargada por catálogo y traída de Europa.
En 1890 se festejo por primera vez en Rosario el Día del Trabajador.

## Vegetación
La plaza cuenta con una gran variedad de árboles -se estima que son más de 50 especies diferentes-. Se pueden encontrar pinos, magnolias, palos borrachos, aceres, tipas, madreselvas, jazmines, rosales, robles, jacarandás, gomeros, plátanos, pinos azules, palmeras…

## Curiosidades
Un hecho curioso que ocurrió en la plaza fue la ascensión del globo aerostático Unión, el 22 de febrero de 1874.
En 1890, por primera vez en Rosario, se conmemoró en la plaza el Día del trabajador.
Entre 1901 y 1910, Alfonsina Storni fue vecina de la plaza. De allí nació el nombre que recibió posteriormente la cortada que es uno de los límites de la plaza.